# ゼネラル・エレクトリック TF34/CF34

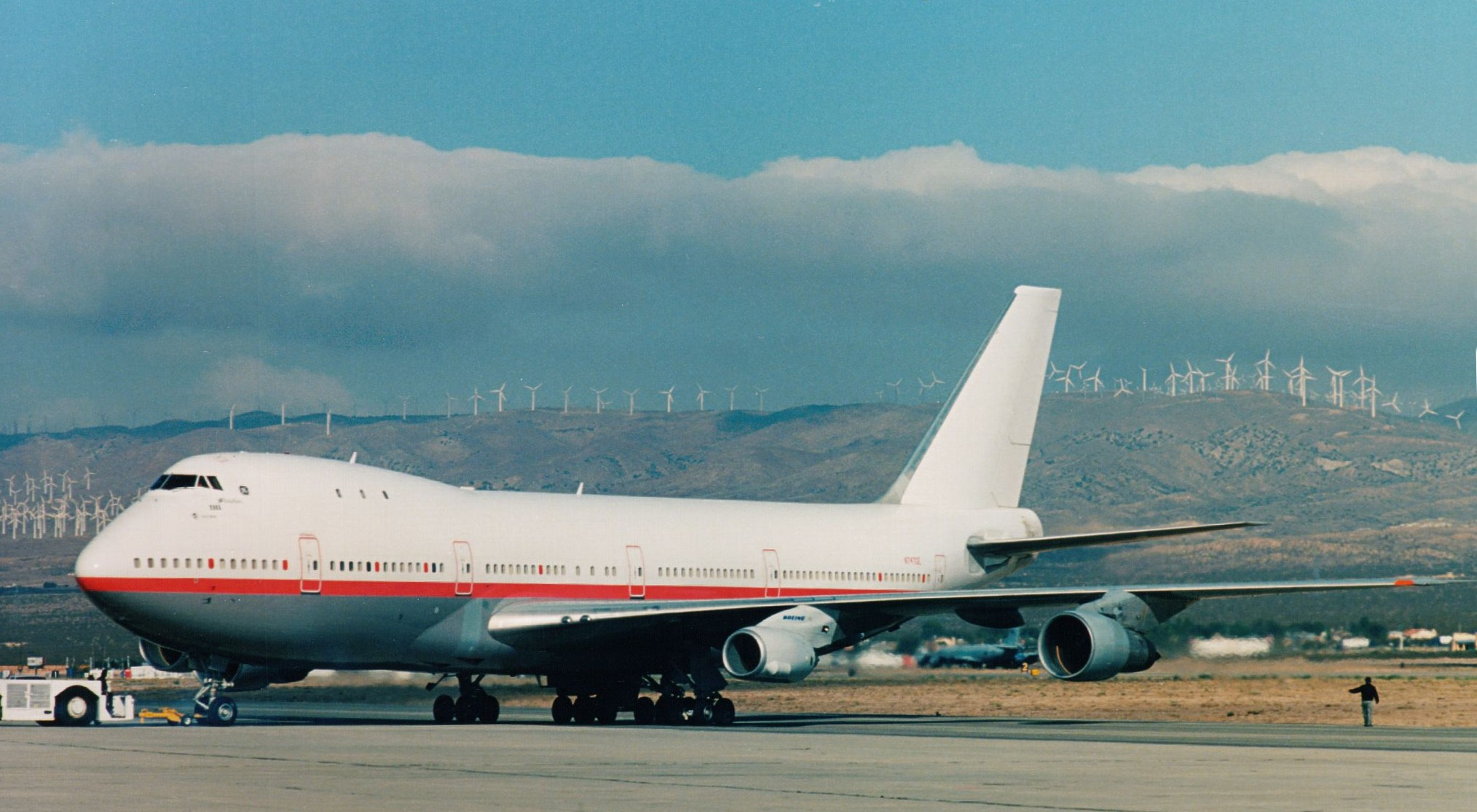
2002年にモハーヴェ空港で飛行試験のためにGEのボーイング747の2番パイロンに搭載されたCF34

ゼネラル・エレクトリック TF34 (General Electric TF34) は、アメリカ合衆国のゼネラル・エレクトリック（現GE・アビエーション）が開発した軍用機向けのターボファンエンジンである。A-10 サンダーボルトIIやS-3 ヴァイキングなどに搭載されている。

## 概要

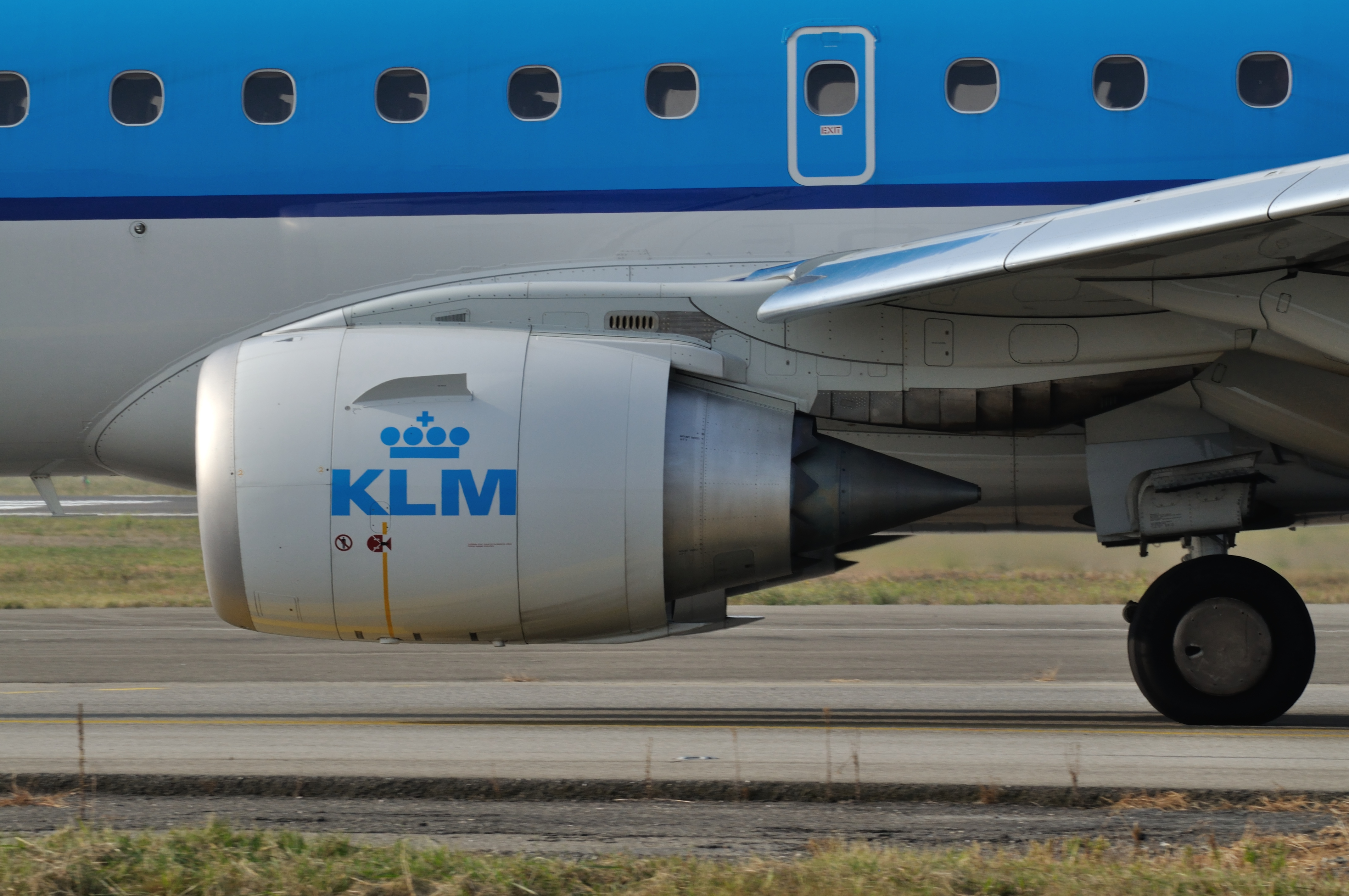
E-190に装備されたCF34のエンジンノズル

1960年代の後半に、GE・エアクラフト・エンジンズによって開発されたオリジナルのエンジンは、4段の低圧タービンによって駆動される1段のファンと、2段の高圧タービンによって駆動される14段の高圧圧縮機による過給機で構成され、円環状の燃焼室を装備していた。TF34-GE-400A は 41.26 kN (9,275 lbf) の静止推力と評価されている。
民間機向けの派生機種CF34が、ボンバルディア CRJシリーズ、エンブラエルのE-Jet、および中国のARJ21を含む多くのジェット・エアライナーに搭載されている。当初は TF34 の設計を基にしていたが、後の高推力版CF-34では、10段の高圧圧縮機を含む新しい技術が導入された。1996年からCF34の国際共同開発を実施し、GEが70%、日本航空機エンジン協会が30%のプログラムシェアとなっている。最新の派生機種の-10Aと-10EはCFM56エンジンシリーズに由来している。これらの完全に異なる高圧軸は、1段のタービンと9段の圧縮機で構成される。低圧軸はファンの後方に3段のコア・ブースターを持っている。-10Eの静止推力は18,500 lbfである。また、-10Eでは排気ノズルの縁を波型にすることで外側のバイパス流と混合し易くするシェブロンノズルを採用、低騒音化している。

## インシデント
2007年1月25日、デンバー国際空港発フェニックス・スカイハーバー国際空港行のアメリカウエスト・エクスプレス2985便（CRJ-200LR、N17337）が飛行中、第1エンジンのファンディスクが損傷し、エンジンが破裂した。機体は、左エンジン、胴体、尾部に大きな損傷を負った。パイロットは緊急事態を宣言し、17時30分にデンバー国際空港へ緊急着陸した。

## 主要諸元
|             | CF34-3                                | CF34-8                                      | CF34-10                                    |
| ----------- | ------------------------------------- | ------------------------------------------- | ------------------------------------------ |
| 全長        | 103 in (2.6 m)                        | 121.2 in (3.08 m) - 128 in (3.3 m)          | 90 in (2.3 m) - 145.5 in (3.70 m)          |
| 直径        | 49 in (1.2 m)                         | 52 in (1.3 m) - 53.4 in (1.36 m)            | 57 in (1.4 m)                              |
| 乾燥重量    | 1,625 lb (737 kg) - 1,670 lb (760 kg) | 2,408 lb (1,092 kg) - 2,600 lb (1,200 kg)   | 3,700 lb (1,700 kg)                        |
| 圧縮機      | 1段ファン 14段高圧                    | 1段ファン 10段高圧                          | 1段ファン + 3段低圧 9段高圧                |
| タービン    | 4段低圧 2段高圧                       | 4段低圧 2段高圧                             | 4段低圧 1段高圧                            |
| 推力 (海面) | 9,220 lbf (41.0 kN)                   | 13,790 lbf (61.3 kN) - 14,510 lbf (64.5 kN) | 18,285 lbf (81.34 kN) - 20,000 lbf (89 kN) |
| 推力重力比  | 5.6:1                                 | 5.3:1                                       | 5.2:1                                      |
| 圧縮比      | 21:1                                  | 28:1 - 28.5:1                               | 29:1                                       |
| バイパス比  | 6.2:1                                 | 5:1                                         | 5:1                                        |
| 燃料消費率  | 0.69 lb/lbf/h (20 g/kN/s)             | 0.67–0.68 lb/lbf/h (19 g/kN/s)              | 0.64-0.65 lb/lbf/h (18 g/kN/s)             |

## 搭載航空機
TF34-GE-100

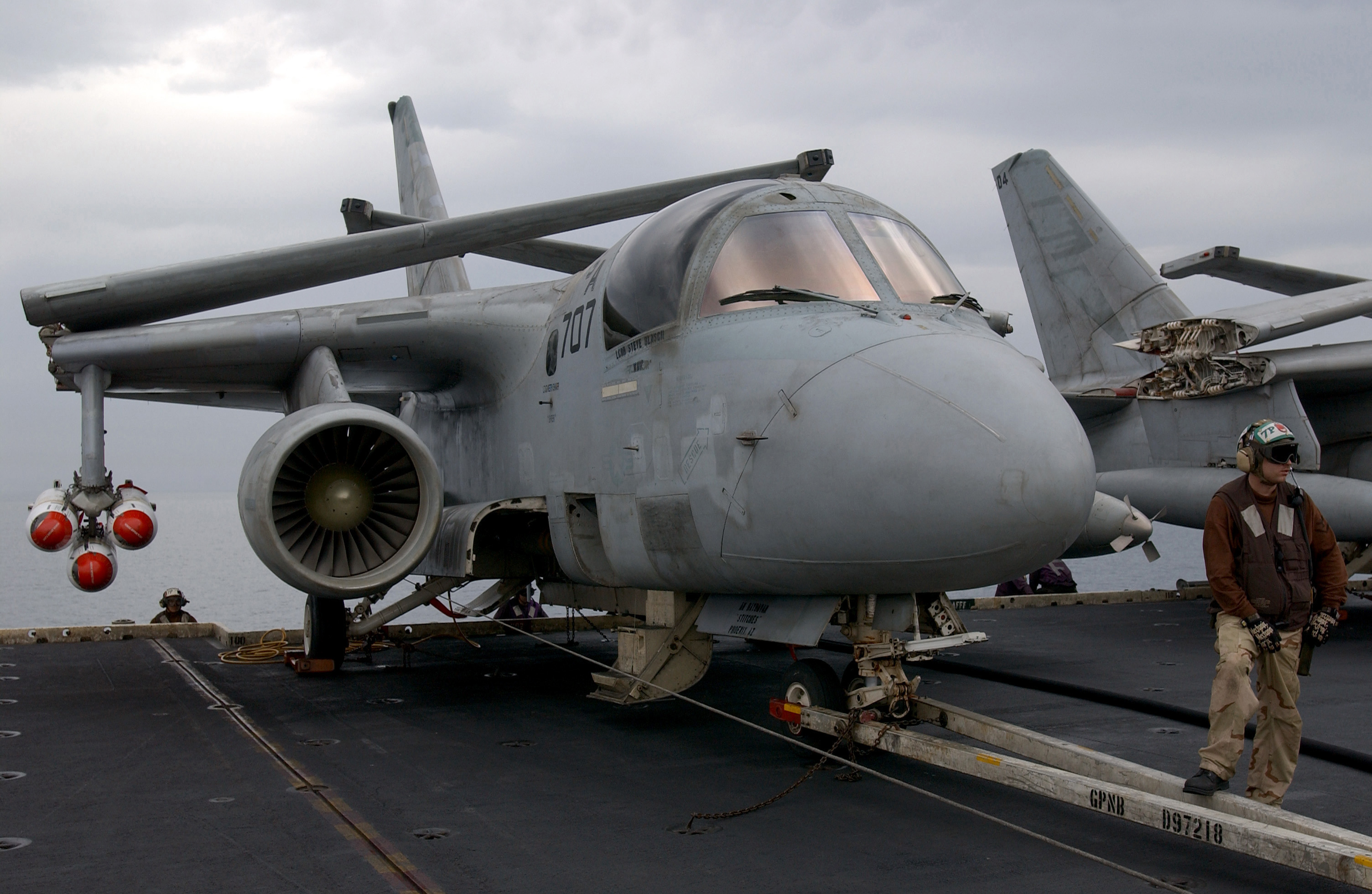
S-3に搭載されたTF-34

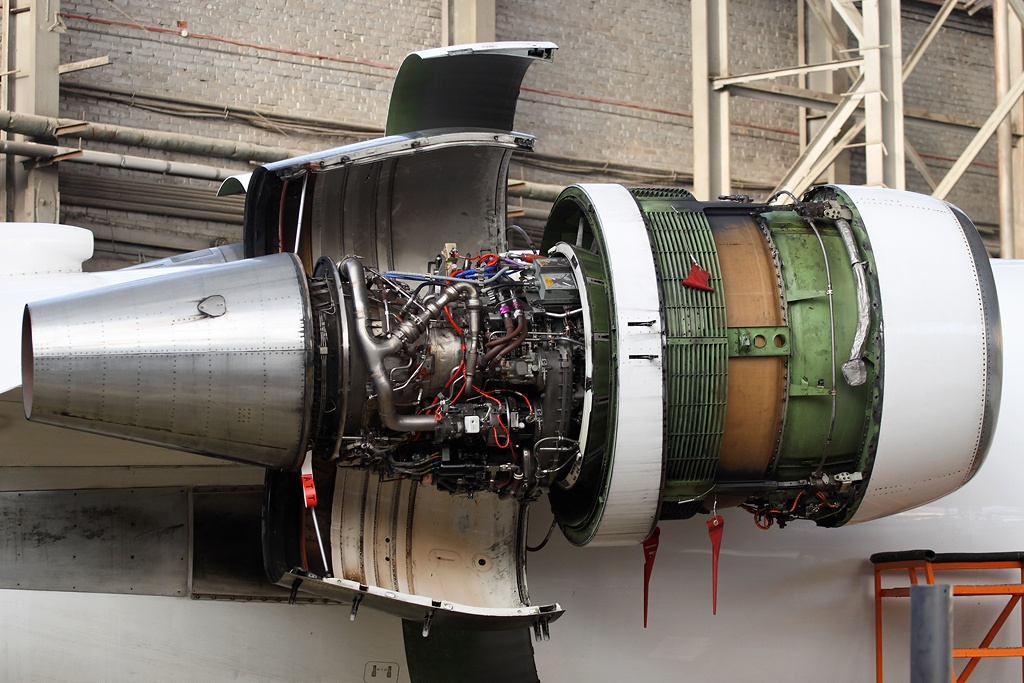
CRJ-200に搭載されたCF-34

- フェアチャイルド・リパブリック A-10

TF34-GE-400
- ロッキード S-3

TF34-GE-400A
- シコルスキー Xウイング

CF34-1
- ボンバルディア CL-601-1A
- ボンバルディア CL-601-1A/ER

CF34-3A
- ボンバルディア CL-601-3A

CF34-3A1
- ボンバルディア CRJ100 ER/LR

CF34-3A2
CF34-3B
- ボンバルディア CL-604
- ボンバルディア CL-605

CF34-3B1
- ボンバルディア CRJ200 ER/LR
- ボンバルディア CRJ440 ER/LR

CF34-8C1
- ボンバルディア CRJ700 (701 シリーズ)

CF34-8C5
- ボンバルディア CRJ700 (705 シリーズ) (退役)
- ボンバルディア CRJ900

CF34-8C5A1
- ボンバルディア CRJ1000

CF34-8E
- エンブラエル E-170
- エンブラエル E-175

CF34-10A
- COMAC C909

CF34-10E
- エンブラエル E-190
- エンブラエル E-195

## 競合エンジン
- ロールス・ロイス BR700
- ロールス・ロイス テイ
- プラット・アンド・ホイットニー PW6000
- イーウチェンコ・プロフレース D-436
- IHI F7

## 派生機種
- ゼネラル・エレクトリック LM500 - TF34から派生したガスタービンエンジン。出力5400shp。はやぶさ型ミサイル艇やFoilCatに採用されている。